# Buluka vuquangensis
Buluka vuquangensis (лат.) — вид мелких наездников рода Buluka подсемейства Microgastrinae из семейства Braconidae (Ichneumonoidea).

## Распространение
Азия, Вьетнам.

## Описание
Мелкие паразитические наездники (около 3 мм). От близких видов отличается щетинистым лбом и теменем, чёрным третьим тергитом и жёлтыми тергитами T1 и T2, сетчато-морщинистым мезоскутомом, гладким проподеумом вокруг дыхалец, гладким лбом и щеками. Яйцеклад короткий, щетинки на нём только на вершине; гипопигий короткий и склеротизированный, тело грубо скульптировано (кроме головы). Жгутик усика 16-члениковый. Нижнечелюстные щупики 5-члениковые, нижнегубные щупики состоят из 3 сегментов. Дыхальца первого брюшного тергиты находятся на латеротергитах. Предположительно паразитируют на гусеницах бабочек.